# Krivodol (Bulgarije)
Krivodol (Bulgaars: Криводол) is een stad gelegen in het noordwesten van Bulgarije in de  oblast Vratsa. De stad ligt 130 kilometer ten noorden van Sofia.

## Geografie
De gemeente Krivodol is gelegen in het westelijke deel van oblast Vratsa. Met een oppervlakte van 325,857 vierkante kilometer is het de vijfde van tien gemeenten qua oppervlakte, oftewel 9% van Vratsa. De grenzen zijn als volgt:
- het noordoosten - gemeente Chaïredin en gemeente Borovan;
- het zuidoosten - gemeente Vratsa;
- het zuidwesten - gemeente Berkovitsa van oblast Montana;
- het zuiden - gemeente Varsjets van oblast Montana;
- het westen - gemeente Montana van oblast Montana;
- het noordwesten en noorden - gemeente Boïtsjinovtsi van oblast Montana.

### Kernen
De gemeente Krivodol bestaat uit de volgende nederzettingen:
- Baurene
- Botoenja
- Dobroesja
- Foeren
- Galatin
- Glavatsi
- Golemo Babino
- Gradesjnitsa
- Kravoder
- Krivodol
- Lesoera
- Osen
- Poedrija
- Rakevo
- Oerovene

## Bevolking
Op 31 december 2020 telde het stadje Krivodol 2.544 inwoners, terwijl de gemeente Krivodol 8.170 inwoners had.

### Religie
De laatste volkstelling werd uitgevoerd in februari 2011 en was optioneel. Van de 9.390 inwoners reageerden er 7.166 op de volkstelling. Van deze 7.166 respondenten waren er 6.200 lid van de Bulgaars-Orthodoxe Kerk, oftewel 86,5% van de bevolking. De rest van de bevolking had een andere religie of was niet religieus. 
| Religieuze samenstelling in februari 2011 | Religieuze samenstelling in februari 2011 | Religieuze samenstelling in februari 2011 | Religieuze samenstelling in februari 2011 | Religieuze samenstelling in februari 2011 |
| ----------------------------------------- | ----------------------------------------- | ----------------------------------------- | ----------------------------------------- | ----------------------------------------- |
|                                           |                                           |                                           |                                           |                                           |
| Bulgaars-Orthodoxe Kerk                   | Bulgaars-Orthodoxe Kerk                   |                                           | 86,5%                                     | 86,5%                                     |
| Katholieke Kerk                           | Katholieke Kerk                           |                                           | 0,4%                                      | 0,4%                                      |
| Protestantisme                            | Protestantisme                            |                                           | 0,2%                                      | 0,2%                                      |
| Islam                                     | Islam                                     |                                           | 0,1%                                      | 0,1%                                      |
| Geen                                      | Geen                                      |                                           | 5,3%                                      | 5,3%                                      |
| Anders/ Onbekend                          | Anders/ Onbekend                          |                                           | 7,4%                                      | 7,4%                                      |

Bestuurlijk centrum: Vratsa
 Borovan · Bjala Slatina  · Chaïredin  ·  Kozlodoeï · Krivodol · Mezdra  · Mizija  ·  Orjachovo · Roman · Vratsa